# Kate Lloyd
Kate Lloyd is een Iers hockeyster.

## Levensloop
Lloyd kwam uit voor het Ierse Railway Union HC en UCD HC alvorens ze in 2016 aansloot bij KHC Dragons. Later keerde de aanvalster terug naar Railway Union HC.
Daarnaast was ze actief bij het Iers nationaal team.